# The E.N.D. (The Energy Never Dies)
The E.N.D (The Energy Never Dies) er det femte studioalbum fra The Black Eyed Peas, udsendt 3. juni 2009 i Japan og 9. juni i resten af verden.

## Numre
1. "Boom Boom Pow" (includes "Welcome to The E.N.D") Allan Pineda, William Adams, Stacy Ferguson, Jaime Gomez 5:08
2. "Rock That Body" Mark Knight, Muns, A. Pineda, W. Adams, S. Ferguson, Jean Baptiste, David Guetta, J. Gomez, Adam Walder 4:28
3. "Meet Me Halfway" Keith Harris, A. Pineda, W. Adams, S. Ferguson, J. Baptiste, Sylvia Gordon, J. Gomez, 4:44
4. "Imma Be" T. Brenneck, M. Deller, D. Foder, K. Harris, A. Pineda, J. Tankel, W. Adams, S. Ferguson, J. Gomez, 4:16
5. "I Gotta Feeling" A. Pineda, Frederick Riesterer, W. Adams, S. Ferguson, D.Guetta, J. Gomez 4:49
6. "Alive" A. Pineda, W. Adams, S. Ferguson, J. Baptiste, J. Gomez 5:02
7. "Missing You" A. Pineda, W. Adams, S. Ferguson, Printz Board, J. Baptiste, J. Gomez 4:34
8. "Ring-a-Ling" (includes interlude) K. Harris, A. Pineda, W. Adams, S. Ferguson, J. Gomez 4:32
9. "Party All the Time" A. Pineda, W. Adams, S. Ferguson, J. Gomez 4:43
10. "Out of My Head" K. Harris, Tim Orindgreff, W. Adams, A. Williams, S. Ferguson, George Pajon, Printz Board, J. Gomez 3:51
11. "Electric City" A. Pineda, Bert Berns, Ri Gottehrer, W. Adams, S. Ferguson, Robert Feldman, Gerald Goldstein, J. Gomez 4:08
12. "Showdown" (includes interlude) Ryan Buendia, A. Pineda, W. Adams, S. Ferguson, J. Gomez 4:27
13. "Now Generation" T. Orindgreff, A. Pineda, W. Adams, S. Ferguson, G. Pajon, J. Gomez 4:06
14. "One Tribe" (includes interlude) A. Pineda, W. Adams, S. Ferguson, Printz Board, J. Gomez 4:40
15. "Rockin to the Beat" G. Pajon Jr, A. Pineda, W. Adams, S. Ferguson, Printz Board, J. Gomez 3:45